# For the Love of God (brano musicale)
For the Love of God è un brano strumentale inciso dal chitarrista statunitense Steve Vai per il suo album Passion and Warfare nel 1990.

## Descrizione
Il pezzo si articola in una serie di tecniche chitarristiche tra cui utilizzi rapidi di tremoli, armoniche, sweep-picking e legati vari. Vai registrò il brano durante il quarto di dieci giorni di digiuno, così da arrivare ad uno stato mentale che riteneva avrebbe impresso maggior feeling alla sua esecuzione del brano. La traccia è stata votata come il 29º più grande assolo di chitarra di tutti i tempi dalla rivista Guitar World.
Il cantante David Coverdale compie un'apparizione speciale recitando la frase "Walking the fine line... between Pagan... and Christian" ("passando la linea sottile... tra Pagani...  e Cristiani") dopo la fine della canzone.
For the Love of God appare come contenuto scaricabile per il videogioco simulatore di strumenti Guitar Hero III: Legends of Rock del 2007. 